# 馬修·梅瑟生
馬修·梅瑟生（英語：Matthew Stanley Meselson，或譯麥舍生、麥西森，1930年5月24日—），美國遺傳學家與分子生物學家，曾經對DNA複製、重組與DNA修復等作用做過重要研究。在加州理工學院跟隨萊納斯·鮑林完成博士學位後，梅瑟生於1960年成為哈佛大學教授，直到今天，他一直擔任自然科學的 Thomas Dudley Cabot 教授。
在 1958 年著名的梅瑟生–史達實驗中，他和富蘭克林·史達通过氮同位素标记证明 DNA 是半保留复制的。此外，梅瑟生、方斯華·賈克柏和西德尼·布伦纳於 1961 年發現了信使RNA 的存在。梅瑟生研究了細胞中的 DNA 修復以及細胞如何識別和破壞外來 DNA，並與沃納·亞伯一起負責發現限制酶 .
自1963年以來，他一直對化學和生物防禦以及軍備控制感興趣，曾在多個政府機構擔任該主題的顧問。 梅瑟生在尼克松政府期間與亨利·基辛格合作，說服理查德·尼克松總統放棄生物武器，暫停化學武器生產，並支持一項禁止為敵對目的獲取生物製劑的國際條約，該條約於 1972 年被稱為《禁止生物武器公約》。

## 外部連結
- The Meselson - Stahl Experiment